# Альмеж (селище)
Альме́ж (рос. Альмеж) — селище у складі Опарінського району Кіровської області, Росія. Адміністративний центр Альмезького сільського поселення.
Населення становить 438 осіб (2010, 695 у 2002).
Національний склад станом на 2002 рік — росіяни 92 %.